# 홍제이
홍제이(2013년 9월 16일 ~ )는 대한민국의 아역 배우이다.

## 출연 작품

### 드라마
- 2018년~2019년 MBC 일요드라마 내사랑 치유기 ... 어린 최치유 역 (소유진 아역)
- 2019년 JTBC 월화드라마 《바람이 분다》 ... 이아람 역
- 2019년 MBC 월화드라마 《특별근로감독관 조장풍》 ... 김지호 역
- 2020년 tvN 단막극 《드라마 스테이지 - 남편한테 김희선이 생겼어요》 ... 김환희 역
- 2020년 SBS 아침드라마 《엄마가 바람났다》 ... 박민지 역
- 2021년 KBS2 주말드라마 《오케이 광자매》 ... 오뚜기 / 변뚜기 역

### 영화
- 카센타 ... 딸 다을 역
- 여름에 내린 눈 ... 남희 역
- 포스트잇! ... 송제이 역

### 광고
- 2018 한샘Joy 자녀방이야기-메인모델
- 2019 뽀로로음료수/뽀로로워터젤리-메인모델
- 2020 뽀로로음료수/뽀로로워터젤리-메인모델
- 2020 토이트론/브레드이발소-메인모델
- 2021 자라키즈/ 모델